# إيتمار
إيتمار (بالعبرية: אִיתָמָר) هي مستوطنة إسرائيلية تقع في جبال السامرة في الضفة الغربية، على بعد خمسة كيلومترات جنوب شرق نابلس، تندرج ضمن السلطة المحلية لمجلس شومرون الإقليمي، بموجب شروط اتفاقيات أوسلو لعام 1993 بين إسرائيل ومنظمة التحرير الفلسطينية، تم تصنيف إيتمار على أنها منطقة "ج" تحت السيطرة المدنية والأمنية الإسرائيلية الكاملة، في عام 2018 ، كان عدد سكانها 1238 نسمة.
يعتبر المجتمع الدولي المستوطنات الإسرائيلية في الضفة الغربية غير قانونية بموجب القانون الدولي، لكن الحكومة الإسرائيلية تعارض ذلك، يوجد في المستوطنة عدة مواقع استيطانية تغطي مساحة إجمالية تبلغ حوالي 7000 دونم من الأرض.

## التاريخ
تأسست المستوطنة في عام 1984 من قبل العديد من العائلات من ماشون مئير يشيفا في القدس بمساعدة من منظمة غوش ايمونيم الاستيطانية أمانا، يجادل رائد المدينة بأن سند الملكية للاستيلاء على الأرض يستند إلى أمر كتابي.

## جغرافيا

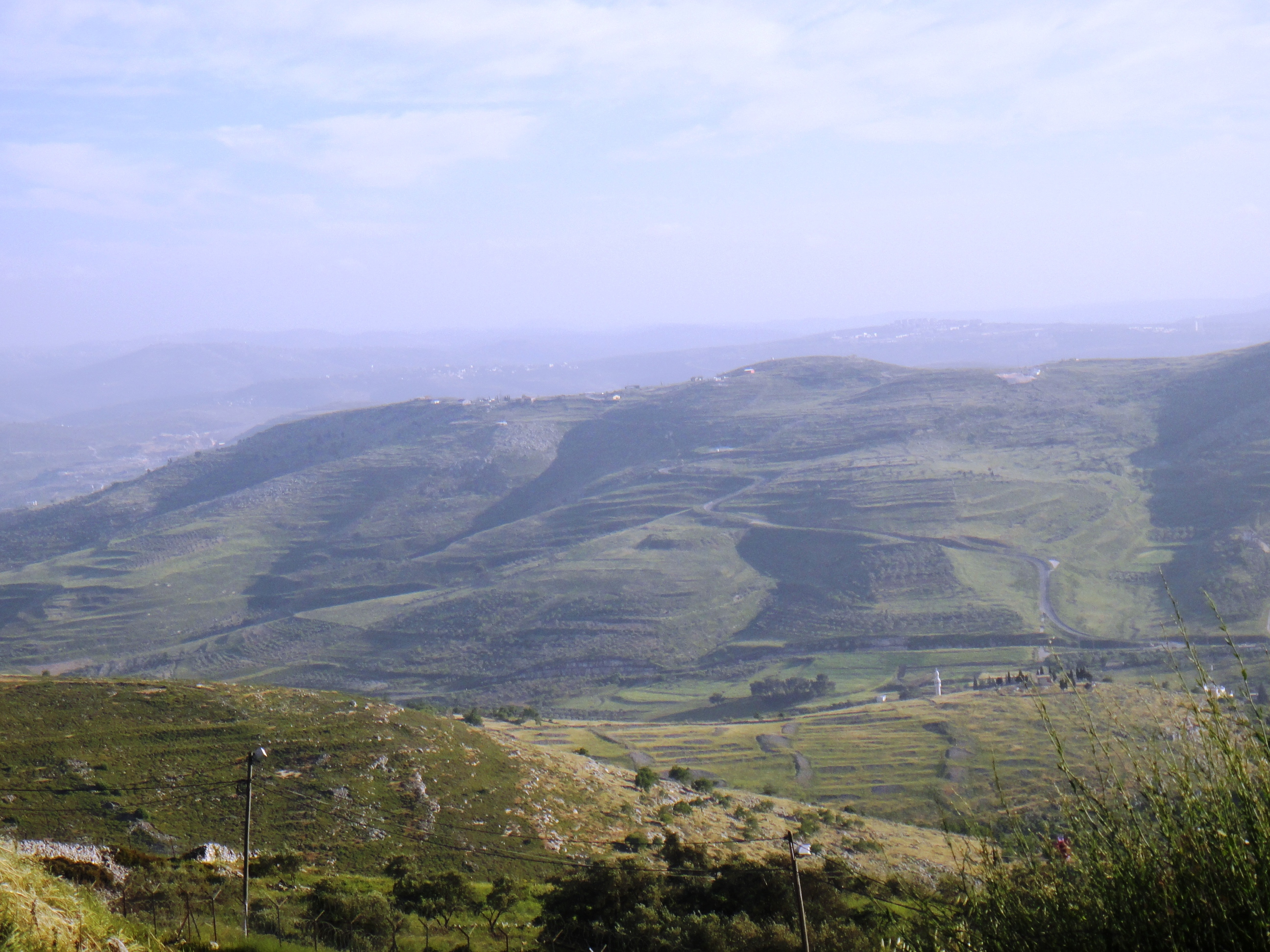
التلال السامرية، 2011

تقع إيتمار شرق جدار الفصل العنصري، على بعد 28 كم من الخط الأخضر في المنطقة المعروفة باسم «جاف هاهار» (سنام الجبل)، تمتد حدودها في جنوب شرق بشكل قطري على مساحة حوالي 7000 دونم بما في ذلك العديد من البؤر الاستيطانية، وأبعدها حوالي ثمانية كيلومترات من إيتمار، أحاطت إيتمار وبؤرها الاستيطانية جزئيًا قرية يانون الفلسطينية الصغيرة، وحظرت تنمية بلدة بيت فوريك الفلسطينية، وفقا لتقرير صادر عن منظمة حقوق الإنسان الإسرائيلية (بتسيلم).
في التسعينيات، استولت إيتمار على التلال المحيطة، وأسست البؤر الاستيطانية، البؤر الاستيطانية في عام 1996، تل 836، تل 851 وجيفوت أولام، في 1998 تل 777، وتل 782 في عام 1999، وفي عام 2000 إيتمار الشمالية، وقد وافق رئيس الوزراء السابق إيهود باراك على خمسة من هذه البؤر الاستيطانية في عام 2000، في ذلك الوقت، أعطت الخطة الرئيسية للمستوطنة مساحة إجمالية تبلغ حوالي 6000 دونم، بالإضافة إلى إيتمار، توجد ثلاث مستوطنات أخرى في جبال جبال هاري كاديم: يتسهار و هار براخا وآلون موريه.